# موش‌های موزخوار
موش‌های موزخوار (نام علمی: Melomys) نام یک سرده از زیرخانواده نیاموشان است.